# كهف سوانسي
كهف سوانسي هو كهف وموقع متحجرات يفع في أبرشية سانت كاترين في جنوب شرق جامايكا.

## الوصف
يقع الموقع على أرض خاصة في منطقة وورثي بارك على ارتفاع 385 مترًا فوق مستوى سطح البحر وتحيط به الغابات ومزارع قصب السكر. الجيولوجية الكهف عبارة عن حجر جيري أبيض. الكهف عبارة عن ممر تياري أحفوري طوله 1170 م، وقد انهار في ثلاثة أماكن من الكهف. يبلغ ارتفاع المدخل الرئيسي 10 أمتار وعرضه 12 مترًا.

### الحيوانات
يحتوي الكهف على مَجثم كبير ومختلط يضم أكثر من 10000 خفاش بين نقطتي الانهيار الثاني والثالث، بالإضافة إلى أعداد صغيرة من خفاش الفاكهة الجامايكي بالقرب من المدخل الرئيسي. ويشمل اللافقاريات الموجودة في الكهف الصرصور الأمريكي، والجداجد الكهفية، والعناكب السوطية، والنوع النادر Speleoperipatus Speleus من حاملات المخالب. من بين الحيوانات الأحفورية المكتشفة في الموقع طائر أبو منجل الجامايكي الذي لا يطير (Xenicibis xympithecus).

### الهوامش
1. ↑  Stewart (2010).
2. ↑  Olson & Steadman (1979).